# Österreichische Gesellschaft für Nachhaltiges Bauen
Die Österreichische Gesellschaft für Nachhaltiges Bauen (ÖGNB) versteht sich als Dachorganisation für all jene Unternehmen, Institutionen und auch Einzelpersonen in Österreich, die an einer Höherqualifizierung der österreichischen Bauwirtschaft im Sinne des Nachhaltigen Bauens interessiert sind.

## Agenden
Operativ werden dabei folgende Teilziele verfolgt:
1. Gebäudebewertungssysteme: Gebäudebewertungssysteme, die unter dem Dach der ÖGNB weiterentwickelt werden, wurden von Beginn an als offener Standard erarbeitet und interessierten Personen, Unternehmen und Institutionen frei verfügbar gemacht.
2. Nachhaltige Qualitätssteigerung für die Bauwirtschaft: Die ÖGNB will als Open-Source-Entwickler dem Trend zu teuren Labels bewusst entgegensteuern. Wissen, Methoden und Werkzeuge zur nachhaltigen Qualitätssteigerung der österreichischen und internationalen Bauwirtschaft werden dabei so weit wie möglich kostenlos all jenen zur Verfügung gestellt, die durch ihr Wirken zu einer deutlichen Höherqualifizierung des Baugeschehens beitragen wollen.
3. Wissenstransfer: Zusätzlich dazu wird die österreichische Bau- und Immobilienwirtschaft gezielt durch Kongresse, Veranstaltungen, Medienarbeit und Erfahrungsaustausch unterstützt.

## Mitgliedschaft
Die Mitgliedschaft ist grundsätzlich für all jene Personen, Unternehmen und Institutionen möglich, die ihr Wissen im Bereich des nachhaltigen Bauens einbringen und die Ziele der ÖGNB unterstützen wollen.

## Geschichte der ÖGNB
Die ÖGNB wurde mit 28. Februar 2009 im Vereinsregister eingetragen, nachdem sie im Jänner 2009 von Robert Lechner (Österreichisches Ökologie-Institut) und Bernhard Lipp (Österreichisches Institut für Baubiologie und Bauökologie) ins Leben gerufen wurde. Als Gründungsinstitute agieren neben den beiden genannten Institutionen die Österreichische Energieagentur, das Energieinstitut Vorarlberg und die Österreichische Gesellschaft für Umwelt und Technik. Insgesamt vereinen diese unabhängigen Forschungs- und Beratungsinstitute mehr als 200 Experten, die für das weite Themenspektrum Nachhaltiges Bauen von der Architektur über die Bauphysik und technische Gebäudeplanung, Klimaschutz und Energieeffizienz bis hin zur Stadt- und Raumplanung über umfassende Fachkenntnisse verfügen. Die ÖGNB stellt letztlich einen Zusammenschluss jener Organisationen dar, die sich in Österreich bereits seit den späten 1990er Jahren mit der Entwicklung und Anwendung von Gebäudebewertungssystemen beschäftigt haben. Das Österreichische Ökologie-Institut brachte in die ÖGNB mit Total Quality Building – TQB das erste umfassende Gebäudebewertungssystem (Erstentwicklung: 1998) im deutschsprachigen Raum als Basis für die Qualitätssicherung von Bauwerken ein, und vom Österreichischen Institut für Baubiologie und Bauökologie wurde mit dem IBO Ökopass ein äußerst erfolgreiches Bewertungssystem für Wohnbauten (mehr als 200 Objekte im großvolumigen Wohnbau) in die Kooperation eingebracht. Alle Gründungsinstitute agieren nicht zuletzt im Rahmen von klima:aktiv Bauen und Sanieren, der offiziellen Klimaschutzinitiative des Österreichischen Umweltministeriums als österreichweites Netzwerk für das nachhaltige Bauen.

## TQB – Das Gebäudebewertungssystem der ÖGNB
Die Gründungsinstitute bringen umfassende Erfahrung in der Entwicklung von Qualitätszielen und zugehörigen Bewertungssystemen für Gebäude ein. Durch die europaweit erstmalige Zusammenarbeit von bislang in diesem Thema konkurrierenden Organisationen kommt es zur geballten Konzentration an Wissen und Erfahrung von allen in Österreich verwendeten Gebäudebewertungssystemen der letzten Jahre. Die Gründungsinstitute der ÖGNB sind verantwortlich für die Entwicklung und erfolgreiche Anwendung folgender Bewertungsverfahren bei insgesamt mehr als 300 Objekten in Österreich:
1. TQB 2002
2. IBO Ökopass
3. klima:aktiv Gebäudestandard

und darauf basierend das Bewertungssystem der ÖGNB:
- TQB 2010

Das von der ÖGNB verwendete Bewertungssystem TQB 2010 baut auf den Erfahrungen dieser Systeme auf und bezieht dabei auch neue Entwicklungen und Erkenntnisse der Gebäudebewertung aus dem In- und Ausland mit ein. TQB ist das einzige Bewertungssystem in Österreich, das bereits vor rund zehn Jahren auf Basis einer internationalen Kooperation im Rahmen der Green Building Challenge entstanden ist. Bewertungssysteme wie BREEAM oder LEED wurden ebenso wie TQB im Rahmen dieser internationalen Kooperation auf Basis von schon in den 90er Jahren vorhandener Bewertungssysteme weiterentwickelt. Das aus Deutschland stammende Bewertungssystem der DGNB wurde im Unterschied dazu erst im Jahr 2009 entwickelt.

### TQB 2002
Die Entwicklung von Total-Quality-Gebäudebewertung (TQ) wurde 1998 gestartet. TQ ist wie zahlreiche andere Gebäudebewertungssysteme (z. B. LEED, BREEAM, HQE) auf die internationale Initiative „Green Building Challenge“ zurückzuführen. Total Quality Building dokumentiert die Qualität eines Gebäudes von der Planung über den Bau bis zur Nutzung im TQ-Gebäudezertifikat. Das Zertifikat ist das Endprodukt des integrierten TQ-Planungs- und -Bewertungsprozesses. Die Zertifizierung macht die Qualität eines Gebäudes sichtbar, nutzbar und vergleichbar und bringt so für die Vermarktung Vorteile und Sicherheit. Die Bewertungskriterien zu TQ 2002 sind im TQ-Kriterienkatalog (als PDF verfügbar) ausführlich samt methodischen Erläuterungen und Tipps zum Erreichen hoher Ausführungsqualitäten beschrieben. Diese Kriteriendefinitionen dienen auch als Planungsziele für nutzerfreundliche, umweltschonende und kostengünstige Gebäude. So ist die TQ-Zertifizierung seit ihrer Ersterstellung ein umfassendes Qualitätssicherungssystem, das die Bewirtschaftung und Vermarktung der „besseren“ Gebäude unterstützt und dabei von Anbeginn an weit über eine reine Umweltbewertung hinausgegangen ist. Von 2004 bis 2008 wurden rund 60 Objekte aus den Bereichen Wohnbau (Neubau, Bestand), Bürobau sowie Sonderbau (Einkaufszentren, Schulen, Kindergärten) mit TQ erfasst und bewertet. Die Gebäude wurden in insgesamt neun Bewertungskategorien erfasst, dokumentiert und bewertet. Mit der Veröffentlichung von TQB 2010 als Bewertungsmethode der ÖGNB wird TQ 2002 nicht mehr angewendet.
Die neun Bewertungskategorien von TQB 2002 lauteten:
1. Ressourcenschonung: In der Kategorie Ressourcenschonung fließen alle Aspekte des Ressourcenverbrauchs ein. Dazu zählt u. a. der (Primär-)Energieverbrauch für die Errichtung des Gebäudes, den Transport der Baustoffe zur Baustelle, der Energieverbrauch für den Gebäudebetrieb, aber auch Aspekte des Flächenverbrauchs und des Trinkwasserverbrauchs. Ausführliche Beschreibung: TQB-Bewertungskategorie 1 – Ressourcenschonung (als PDF verfügbar)
2. Verminderung der Belastungen für Mensch und Umwelt: Die zweite Bewertungskategorie geht auf jene Aspekte ein, die indirekt oder direkt zu Belastungen von Nutzern und/oder der Umwelt führen können. Dazu zählen beispielsweise Fragen zu atmosphärischen Emissionen (Treibhauspotenzial, Versauerung, Ozonbelastung), Abfallaufkommen, Materialverwendung, Vermeidung von motorisiertem Individualverkehr, Schimmel und Radonbelastung. Ausführliche Beschreibung: TQB-Bewertungskategorie 2 – Verminderung der Belastungen für Mensch und Umwelt (als PDF verfügbar)
3. Komfort für Nutzer: Im Bereich des Nutzerkomforts werden zahlreiche Aspekte der gesundheitlichen und sozialen Qualität des Objekts berücksichtigt. Dabei geht es unter anderem um die thermische Behaglichkeit im Sommer und im Winter, die Tageslichtversorgung und direktes Sonnenlicht, den Schallschutz und die Gebäudeautomation. Ausführliche Beschreibung: TQB-Bewertungskategorie 3 – Nutzungskomfort
4. Langlebigkeit: In der Kategorie Langlebigkeit des Gebäudes wird beispielsweise bewertet, wie flexibel die Konstruktion für Nutzungsänderungen ist und welche Grundlagen für einen möglichst komfortablen Gebäudebetrieb vorhanden sind. Ausführliche Beschreibung: TQB-Bewertungskategorie 4 – Langlebigkeit
5. Sicherheit: Unter Sicherheit sind Fragen des Objektschutzes und des Brandschutzes ebenso zu verstehen wie der Umgang mit Barrierefreiheit und auch Umgebungsrisken (Naturgefahren wie Hochwasser, Muren, Lawinen usw.; Abstand zu Hochspannungsleitungen, Erdbebensicherheit). Ausführliche Beschreibung: TQB-Bewertungskategorie 5 – Sicherheit
6. Planungsqualität: Die Bewertung der Qualität der Planungsleistungen ist zentral für die Entwicklung anspruchsvoller Objekte. In die Bewertung geht das Vorhandensein von Variantenanalysen, klare Zielvorgaben für die unterschiedlichen Entwurfsbereiche ebenso ein wie Folgekostenabschätzungen und Grundlagen für den Gebäudebetrieb. Ausführliche Beschreibung: TQB-Bewertungskategorie 6 – Planungsqualität
7. Errichtungsqualität: Nach Fertigstellung wird die Errichtungsqualität überprüft. Neben einer vollständigen und umfassenden Baudokumentation werden auch Messungen (Schallschutz, Innenraumluftqualität, Luftdichtheit, Thermografie) als geprüfte Qualitätsnachweise verlangt. Ausführliche Beschreibung: TQB-Bewertungskategorie 7 – Qualitätssicherung Errichtung (als PDF verfügbar)
8. Infrastruktur und Ausstattung: Die Ausstattungsqualität des Objekts und der Anschluss des Objektsstandortes an hochwertige Infrastruktur (ÖV, täglicher Bedarf, soziale und kulturelle Infrastruktur) sind wesentlich für die Zufriedenheit der Nutzer. Ausführliche Beschreibung: TQB-Bewertungskategorie 8 – Infrastruktur und Ausstattung
9. Kosten: Bei der Dokumentation der Kosten wird sowohl auf die Errichtungskosten als auch auf die Betriebs- und Instandhaltungskosten im gesamten Lebenszyklus eingegangen. Ausführliche Beschreibung: TQB-Bewertungskategorie 9 – Kosten

### TQB 2010
TQB 2010 versteht sich als Fortschreibung und gleichzeitige Vereinfachung von TQB 2002 und beinhaltet im Unterschied zur Vorgängerversion die folgenden fünf Bewertungskategorien:
1. Standort und Ausstattung
2. Wirtschaftliche und technische Qualität
3. Energie und Versorgung
4. Gesundheit und Komfort
5. Ressourceneffizienz

Jeder dieser fünf Bewertungskategorien sind 200 erreichbare Qualitätspunkte zugeordnet, in Summe also 1.000 Qualitätspunkte. Dieses lineare Bewertungssystem erscheint hinsichtlich Nachvollziehbarkeit und Transparenz äußerst praktikabel: Das Bewertungsergebnis eines Gebäudes ist von außen – durch die Endverbraucher einfach nachvollziehbar (z. B. 900 von 1.000 möglichen Qualitätspunkten) und wird absichtlich nicht mit symbolischen Bewertungskategorien (wie etwa Gold/Silber/Bronze) verklausuliert. Von Seiten der ÖGNB verspricht man sich dabei ein höchstmögliches Maß an Transparenz bei der Gebäudebewertung und dadurch einen aktiven Beitrag zur Seriosität des Bewertungssystems und gegen bewusstes oder unbewusstes Green-Washing.
Sämtliche Bewertungskriterien, deren Gewichtung und Berücksichtigung sind kostenlos und jederzeit für alle an den Inhalten des Systems Interessierten zugänglich. Die Verwendung des Systems selbst ist über ein Online-Portal möglich. Gebäude können dann deklariert werden, wenn man sich (kostenlos) registriert hat. Auf diesem Online-Portal sind auch sämtliche Kriteriendefinitionen, Tools und Handbücher kostenlos bezieh- und nutzbar. Dieser niederschwellige Zugang und der Aufbau als open-source-community ermöglicht zahlreiche Synergien.

## Kooperationen der ÖGNB
Die ÖGNB vertritt im Sinne einer Open Source Community die Ansicht, dass eine hochwertige Weiterentwicklung der österreichischen Bauwirtschaft nur durch offene Zusammenarbeit und das Teilen von Wissen, Ressourcen und Verbreitungsmöglichkeiten zum Nachhaltigen Bauen erreicht werden kann. Partnerschaften mit der ÖGNB sind in vielfältiger Weise möglich:
- Gemeinsame Organisation von Veranstaltungen
- Kooperative Entwicklung und Durchführung von F&E-Projekten
- Medien- und Kommunikationspartnerschaften
- Direkter Erfahrungsaustausch mit den Mitgliedern der ÖGNB
- Auslobung von Wettbewerben, Auszeichnungen und Preisen zum Nachhaltigen Bauen
- Gezielte Weiterentwicklung von lokalen, regionalen und/oder nationalen Qualitätssystemen auf Basis der ÖGNB-Bewertungsmethodik und vieles mehr

Aktuelle Kooperationen bestehen beispielsweise
1. bei der Entwicklung der österreichischen EPD-Plattform für Produktdeklaration von Baustoffen
2. im Rahmen des FTI-Projekts Superbuildings[12]
3. mit klima:aktiv Bauen und Sanieren, dem offiziellen Gebäude-Bewertungssystem des österreichischen Umweltministeriums[13]
4. mit dem GreenBuilding-Programm der EU, das vom IBO (als Gründungsinstitut der ÖGNB) als nationaler Ansprechpartner in Österreich unterstützt wird[14]
5. mit dem FTI-Programm Haus der Zukunft PLUS, dem wohl innovativsten und umfassendsten F&E-Programm im Bereich des Nachhaltigen Bauens in ganz Europa[15]
6. mit dem österreichischen Staatspreis für Architektur und Nachhaltigkeit, dem anspruchsvollsten Architekturpreis im Bereich des nachhaltigen Bauens in Europa[16]
7. und auch mit nextroom, der umfassendsten Architektur-Datenbank im deutschsprachigen Raum[17]

Die Kooperationen werden laufend ausgebaut und ergänzt. Gegenwärtig wird beispielsweise mit aspern, Die Seestadt Wiens das größte Stadtentwicklungsgebiet Europas mit dem Gebäudebewertungssystem der ÖGNB qualitätsgesichert.